# Машков Ілля Іванович
Машков Ілля Іванович (рос. Машков Ілья Иванович 29 липня 1881, станиця Михайлівська-на-Дону, Область Війська Донського, Російська імперія — 20 березня 1944, Москва, РРФСР, СРСР) — російський художник першої половини 20 століття. Створював пейзажі, портрети, натюрморти.

## Життєпис
Народився 29 липня 1881 в станиці Михайлівській-на-Дону (нині — Урюпинський район, Волгоградська область, РФ).
У 1890 став студентом Московского училища живопису, скульптури і архітектури. Його вчителі в училищі — Сєров Валентин Олександрович, Коровін Костянтин Олексійович, Васнєцов Аполінарій Михайлович. За спогадами, молодий Машков відрізнявся ексцентричною поведінкою. В роки довгого студентства подорожував країнами Західної Європи. Серед відвіданих країн — також арабський Єгипет і Туреччина.
У 1909 виключений з училища за ексцентричну поведінку. Був членом творчих об'єднань «Світ мистецтва» та «Бубновий валет».
Відомий як педагог. Вже у 1902 році відкрив власну студію. Серед його учнів — Віра Рохліна (1896-1934), Соколов-Скаля Павло Петрович (1899-1961), Веріго Магдалина Брониславівна (1891-1994).
У 1918-1930 був викладачем у ВХУТЕІНі (Вищі художньо-технічні майстерні в місті Москва).
Помер в Москві, похований а Новодівочому цвинтарі.

## Вибрані твори
- «Хлопчик в кольоровій рубашці», 1909
- «Автопортрет з Петром Кончаловським», 1910
- «Дама з фазанами», 1911
- «Автопортрет», 1911
- «Три сестри», 1911
- «Ягоди на червоному тлі», 1911
- «Буханки хліба», 1924
- «М'ясо і дичина», 1924
- «Натюрморт з рибами»
- «Пейзаж з дзвіницею»

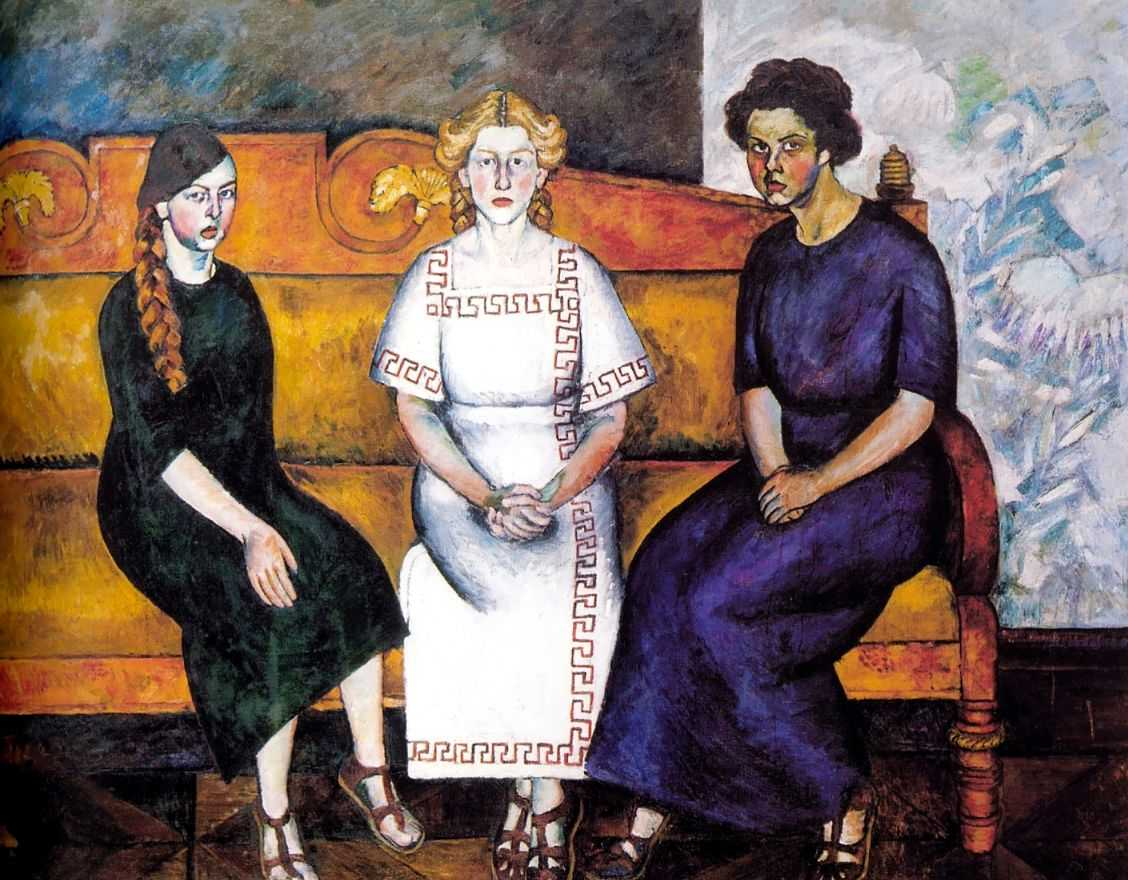
« Три сестри» , 1911
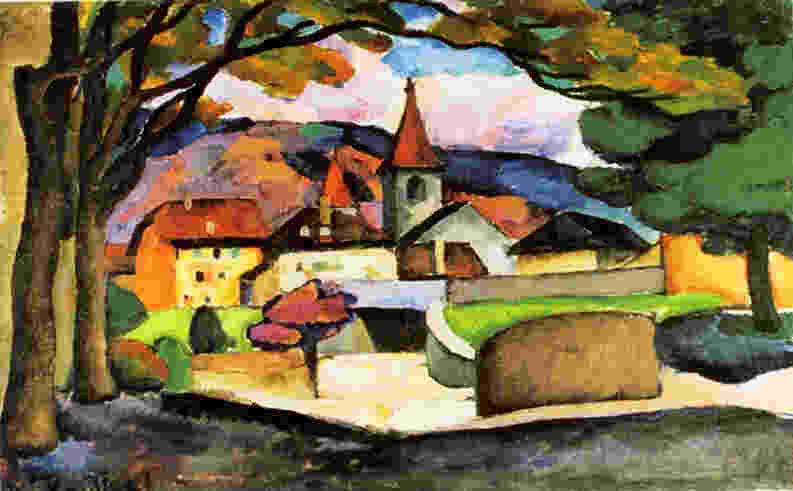
« Пейзаж з дзвіницею», 1910
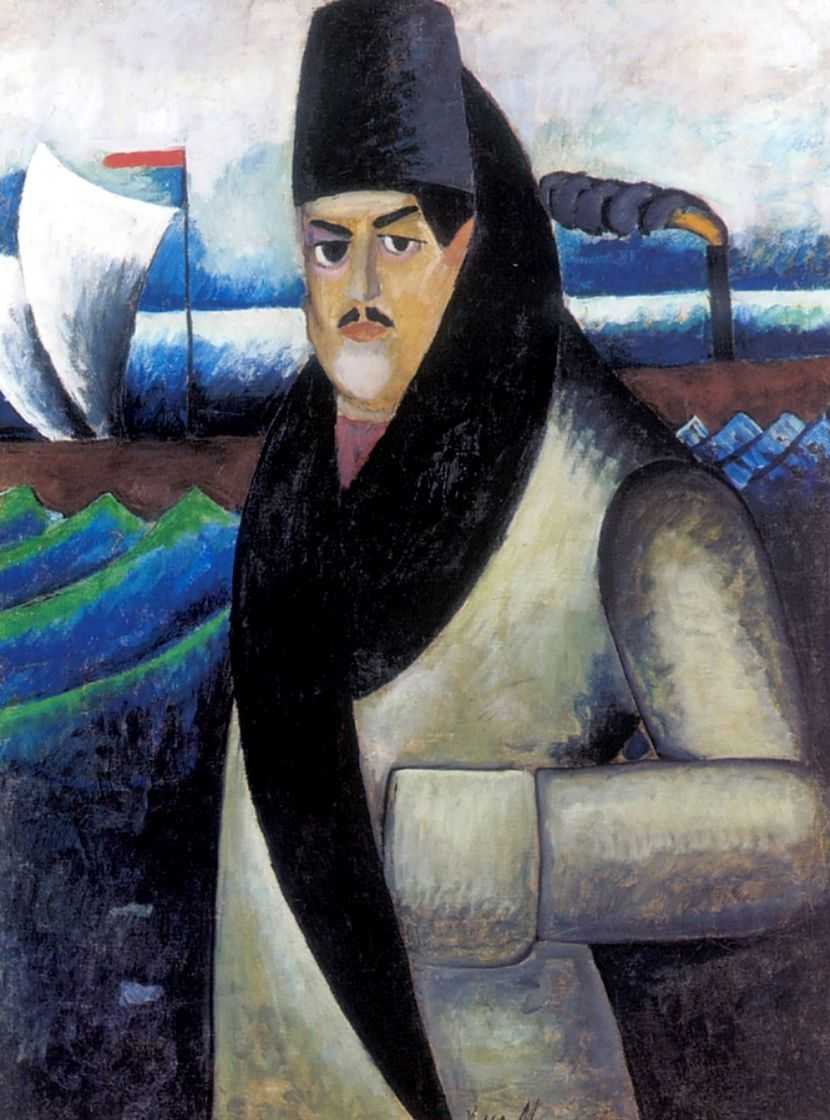
«Автопортрет», 1911
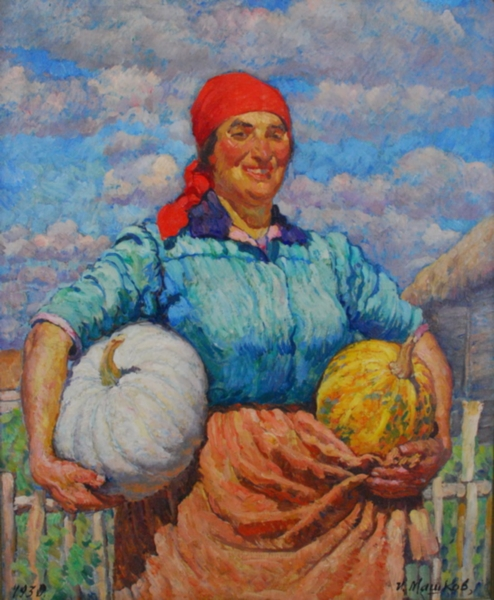
Колгоспниця з тиквами. 1930
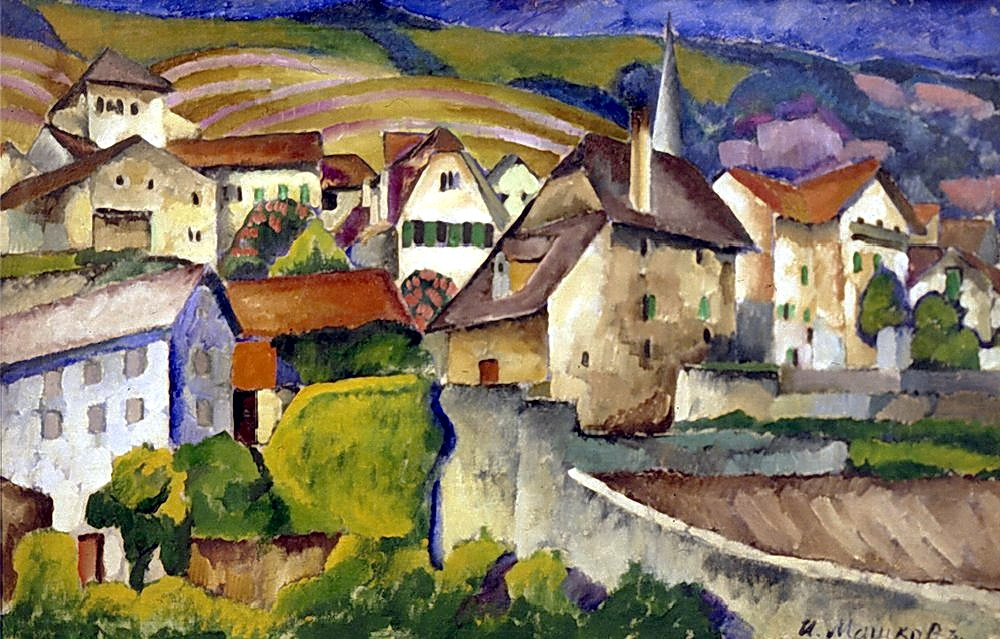
1914
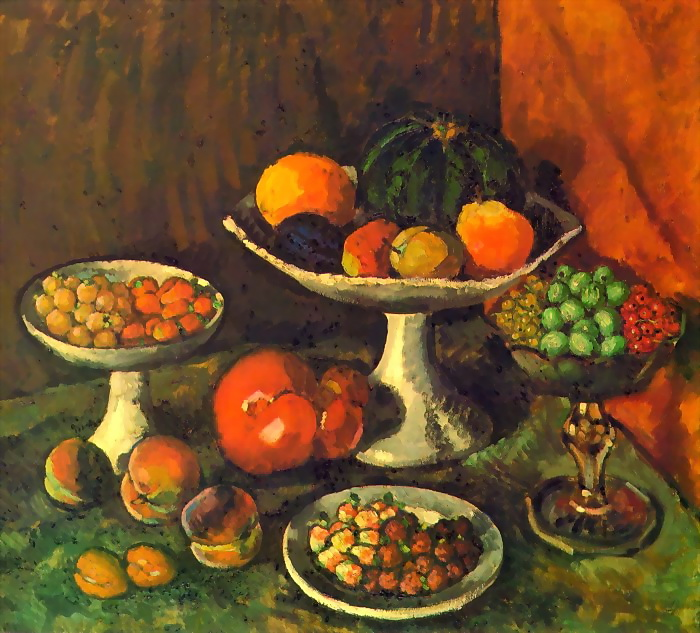
1916
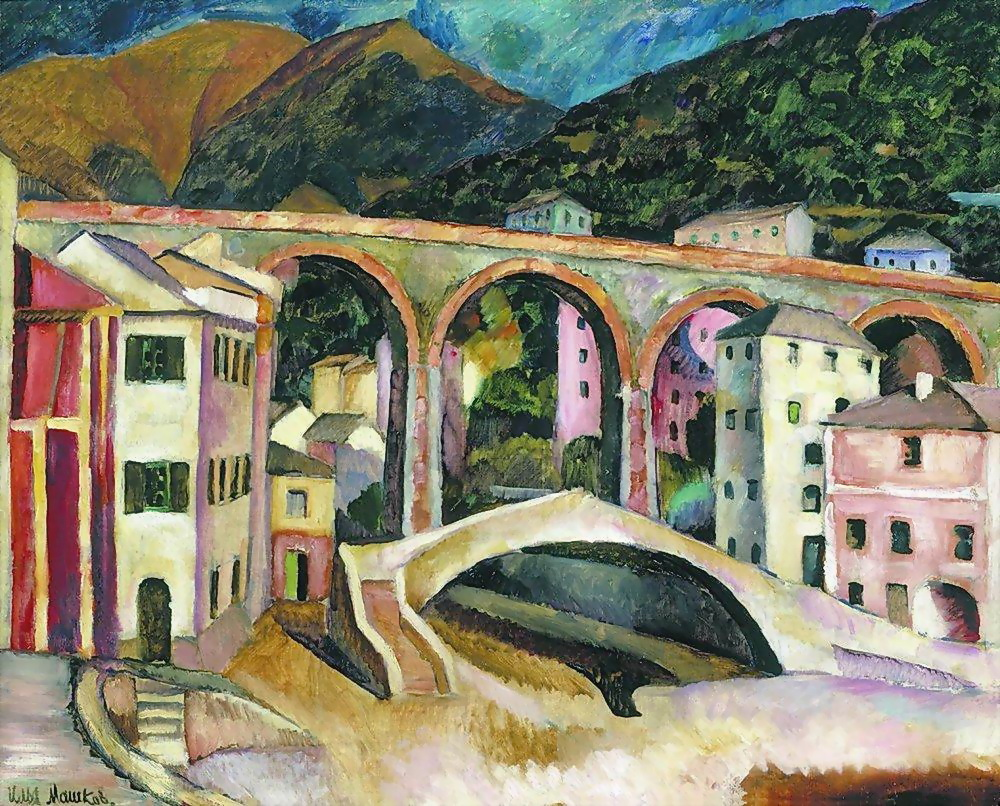
Краєвид з акведуком, 1913
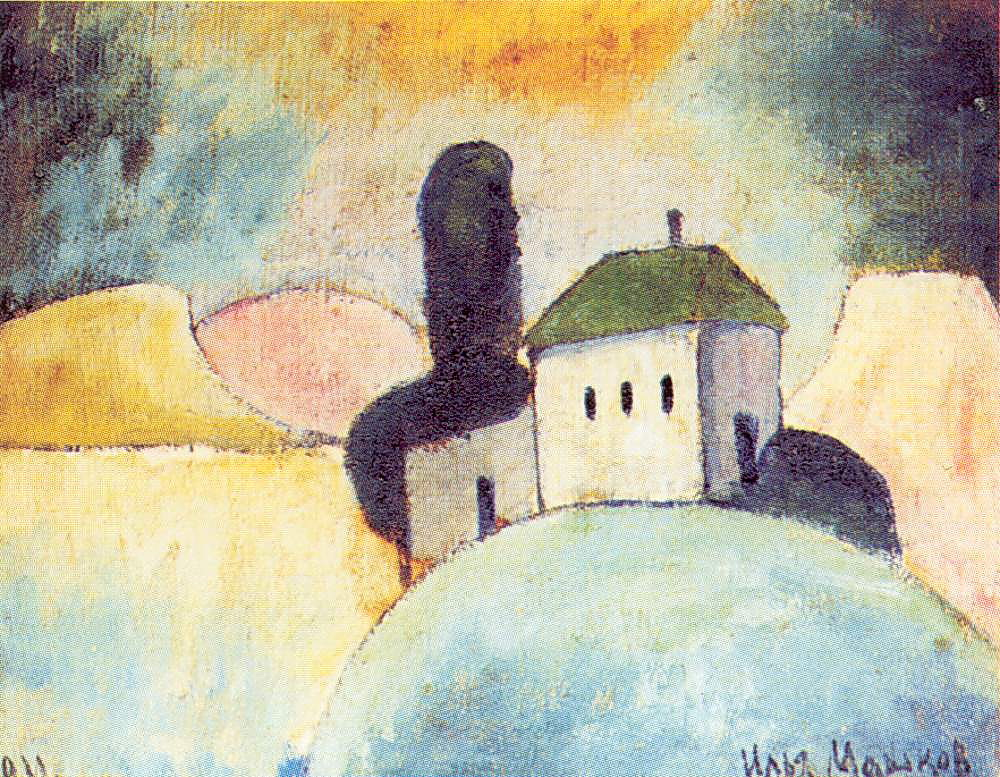
1911
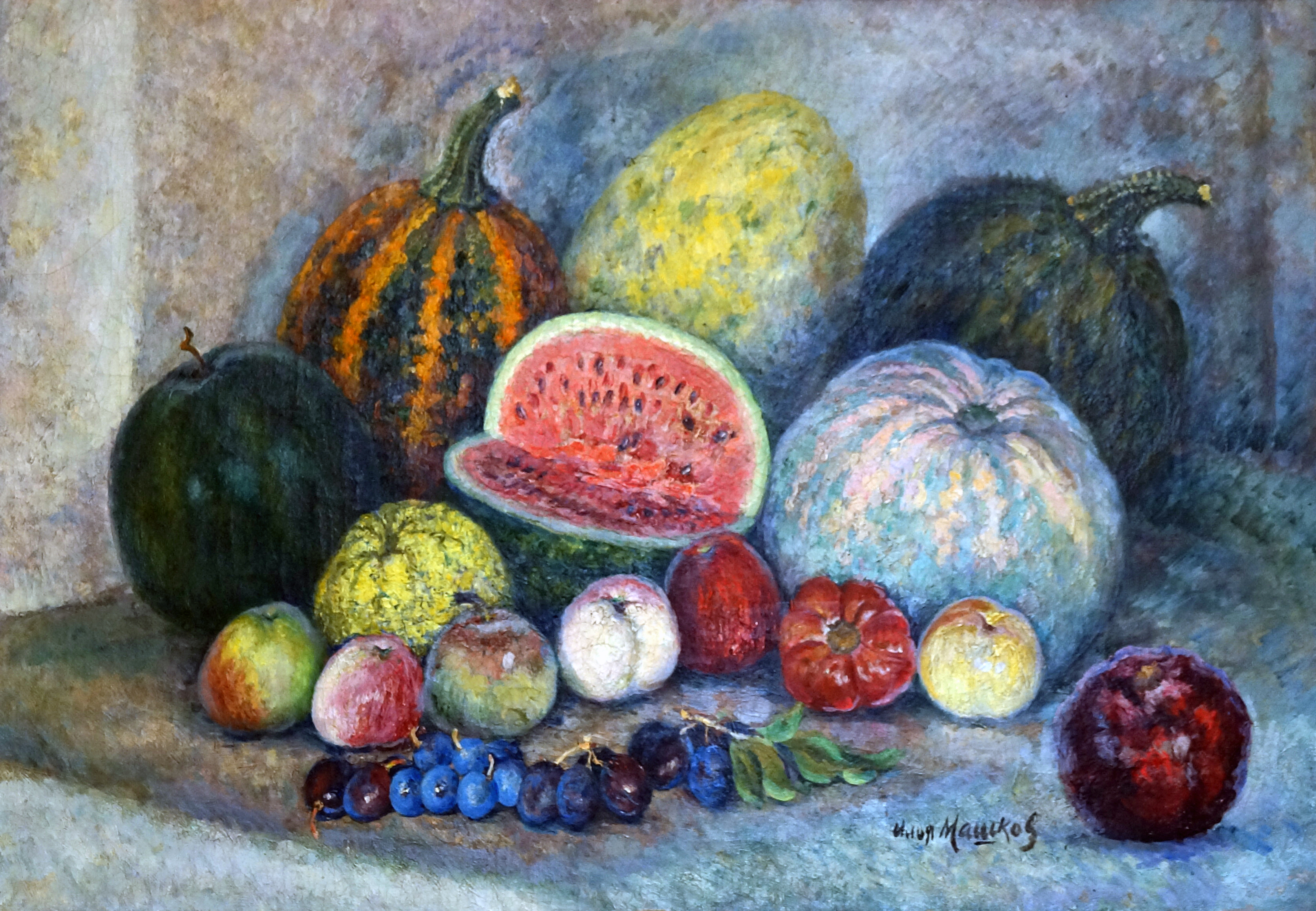
Натюрморт. 1934-1936. Сочі
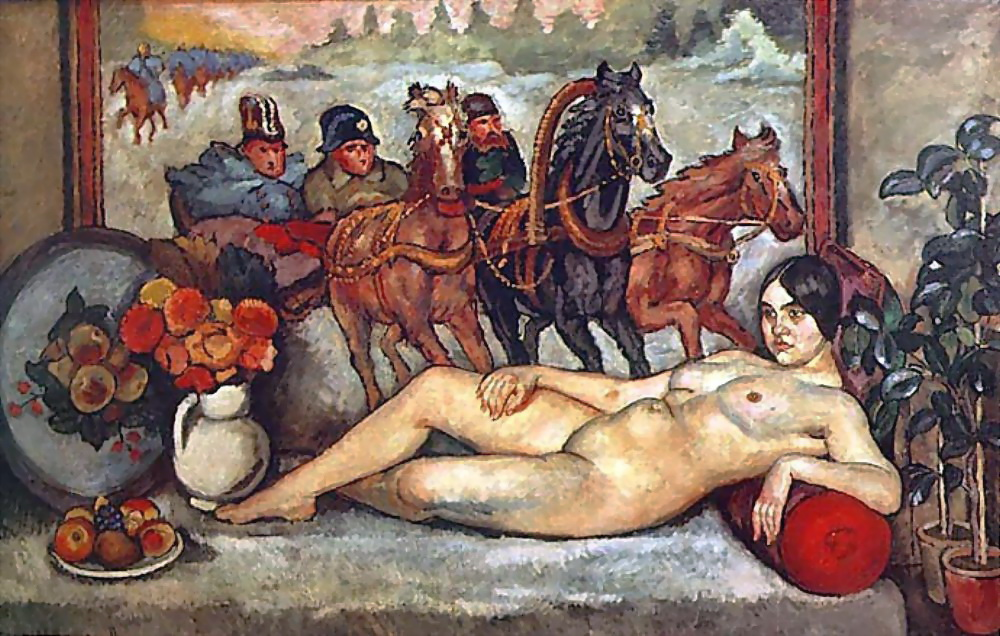
Російська Венера, 1914
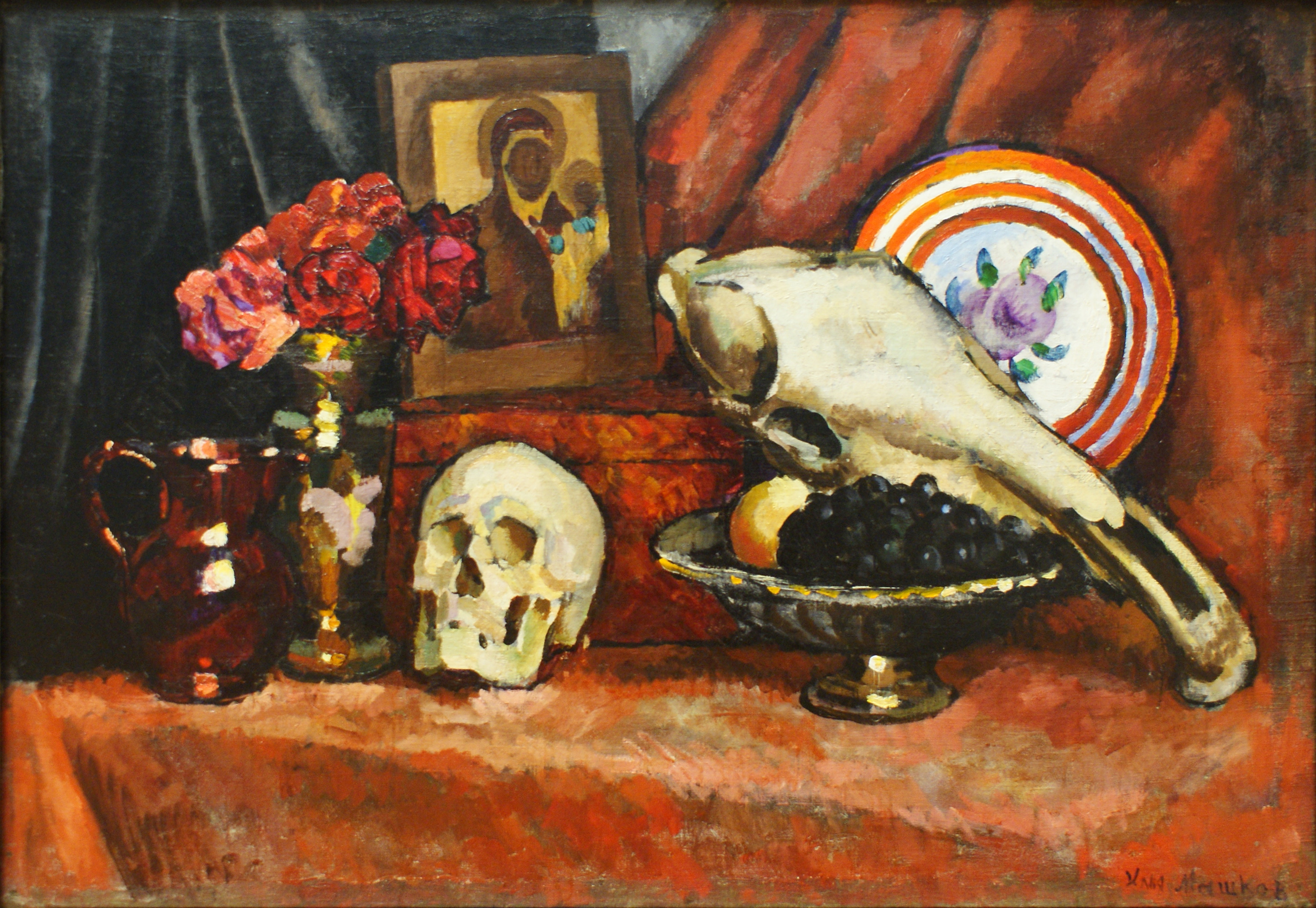
Натюрморт з черепами, 1910
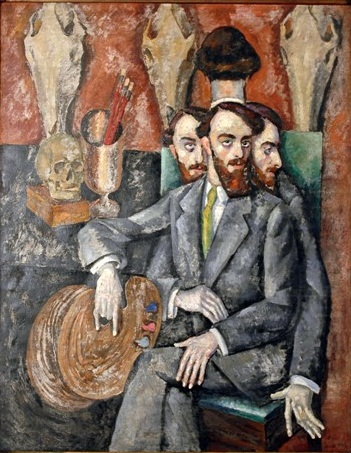
Адольф Мільман, 1916
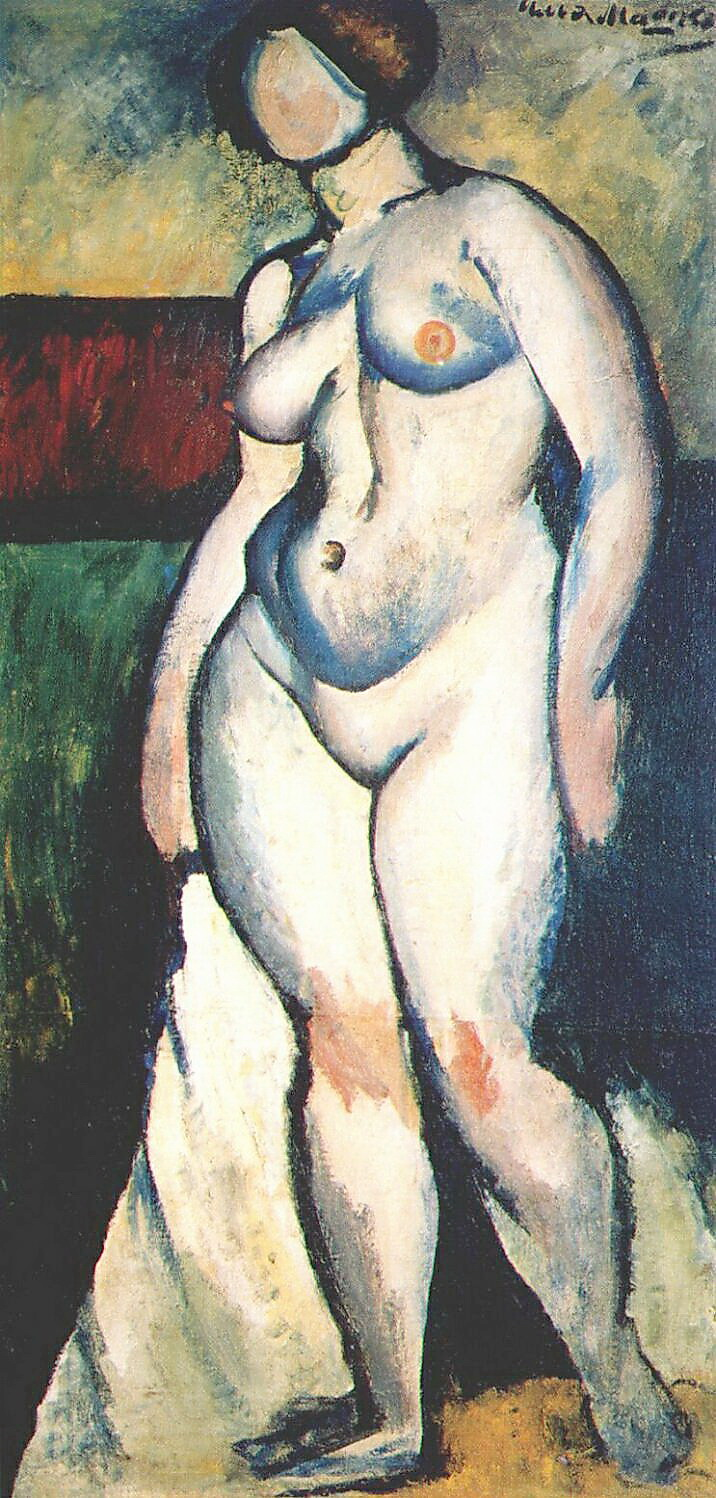
Ню
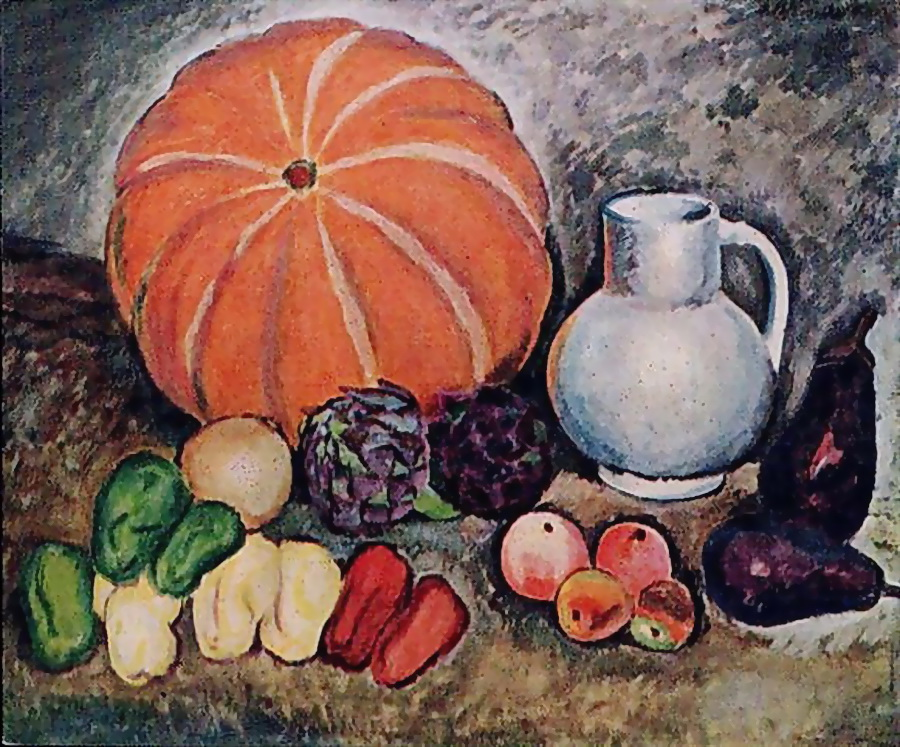
Натюрморт з овочами
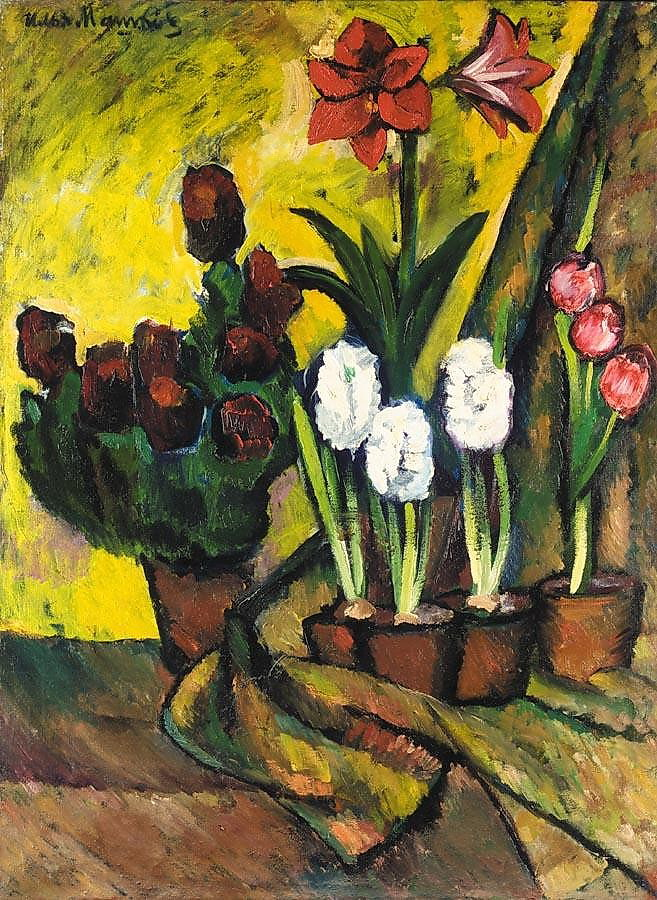
Натюрморт з квітами
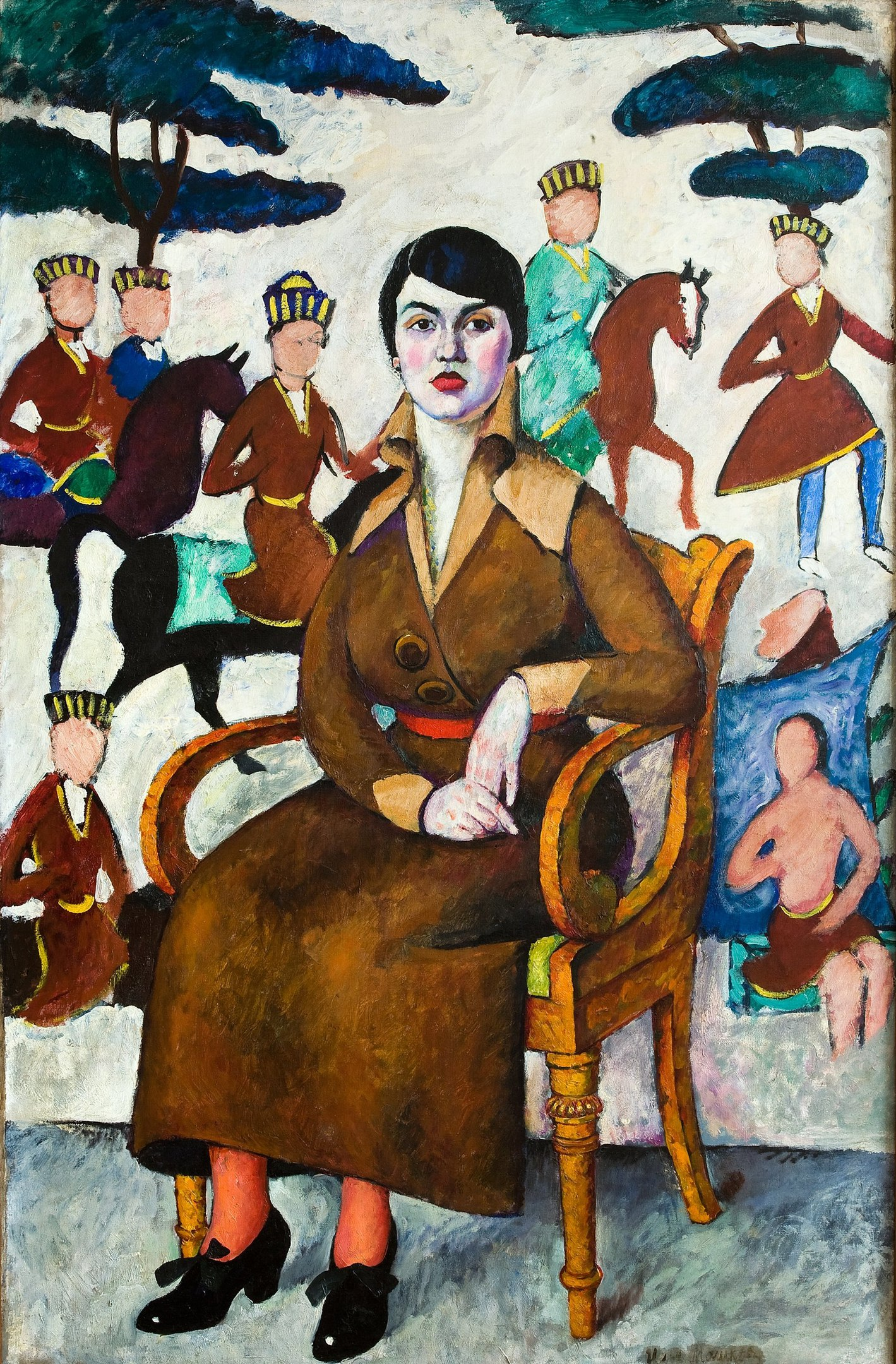
Портрет пані в кріслі
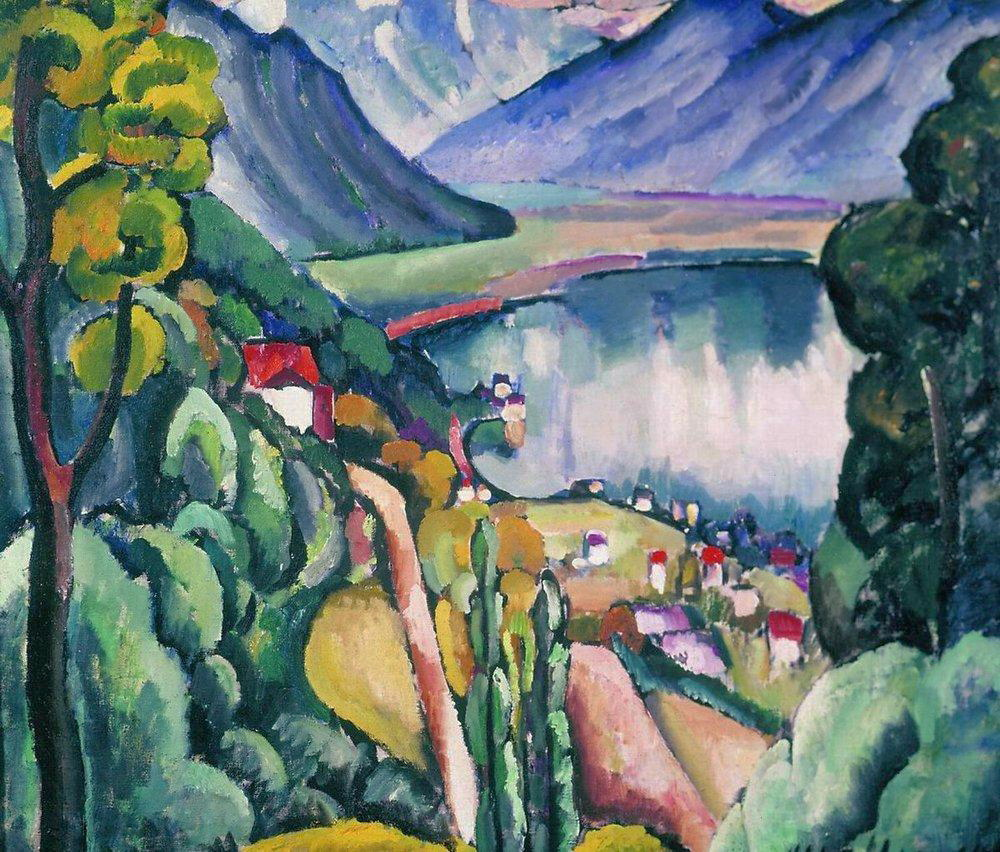
Женевське озеро
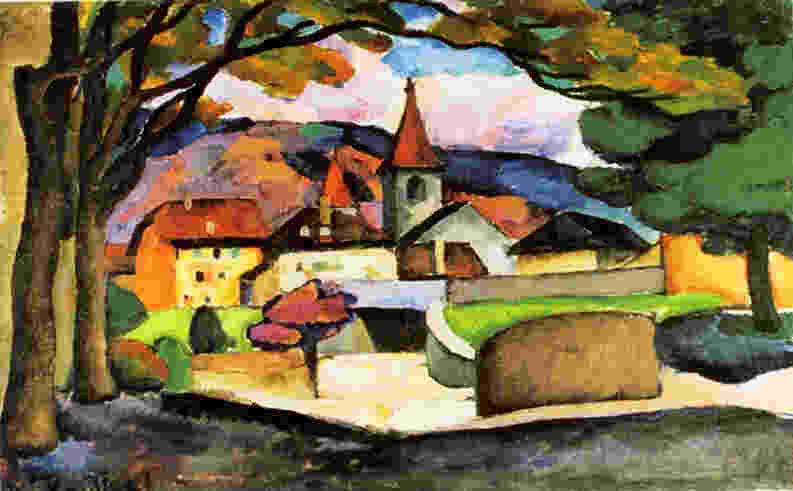
Женевське озеро
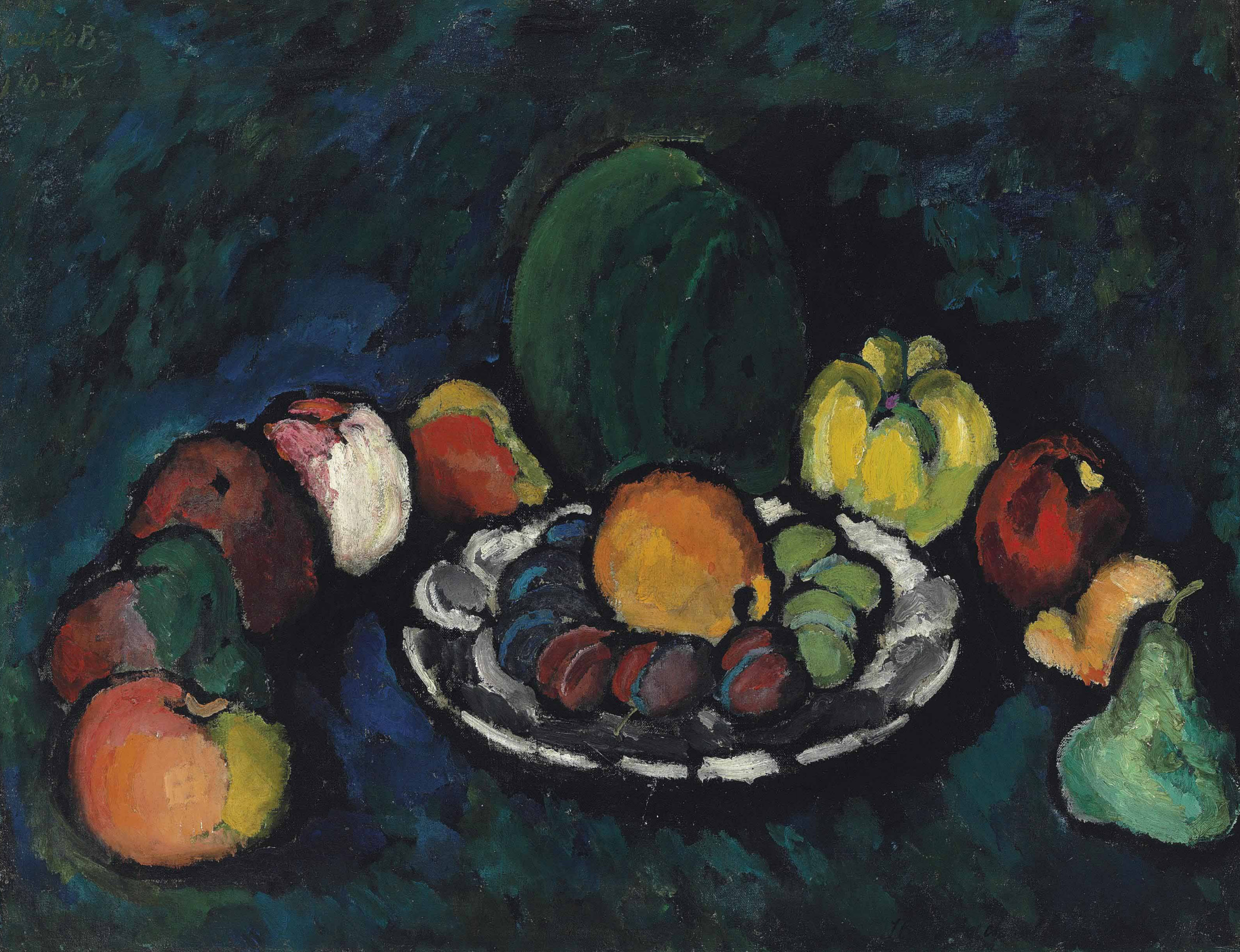
Натюрморт з плодами
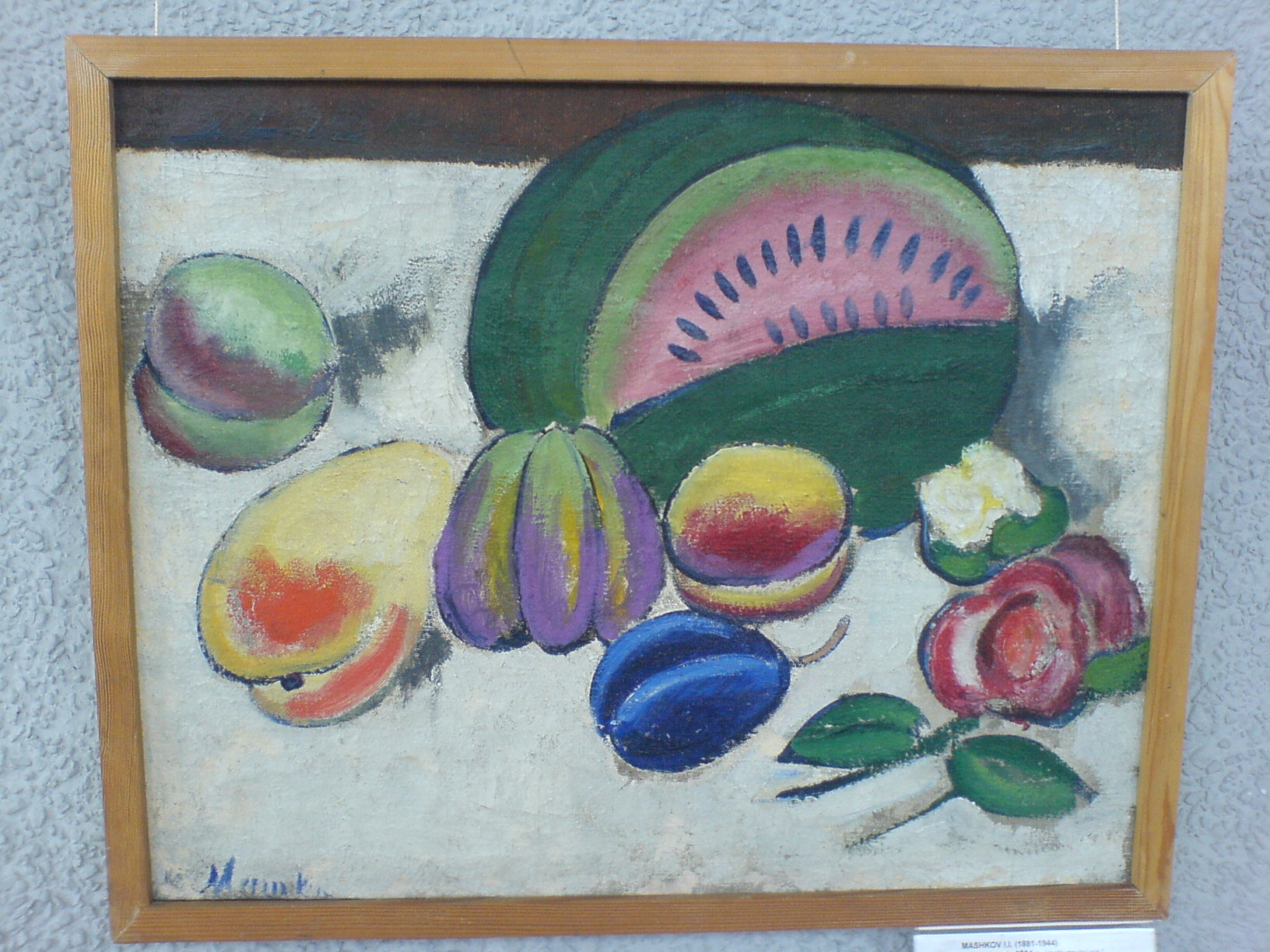
Плоди та квіти
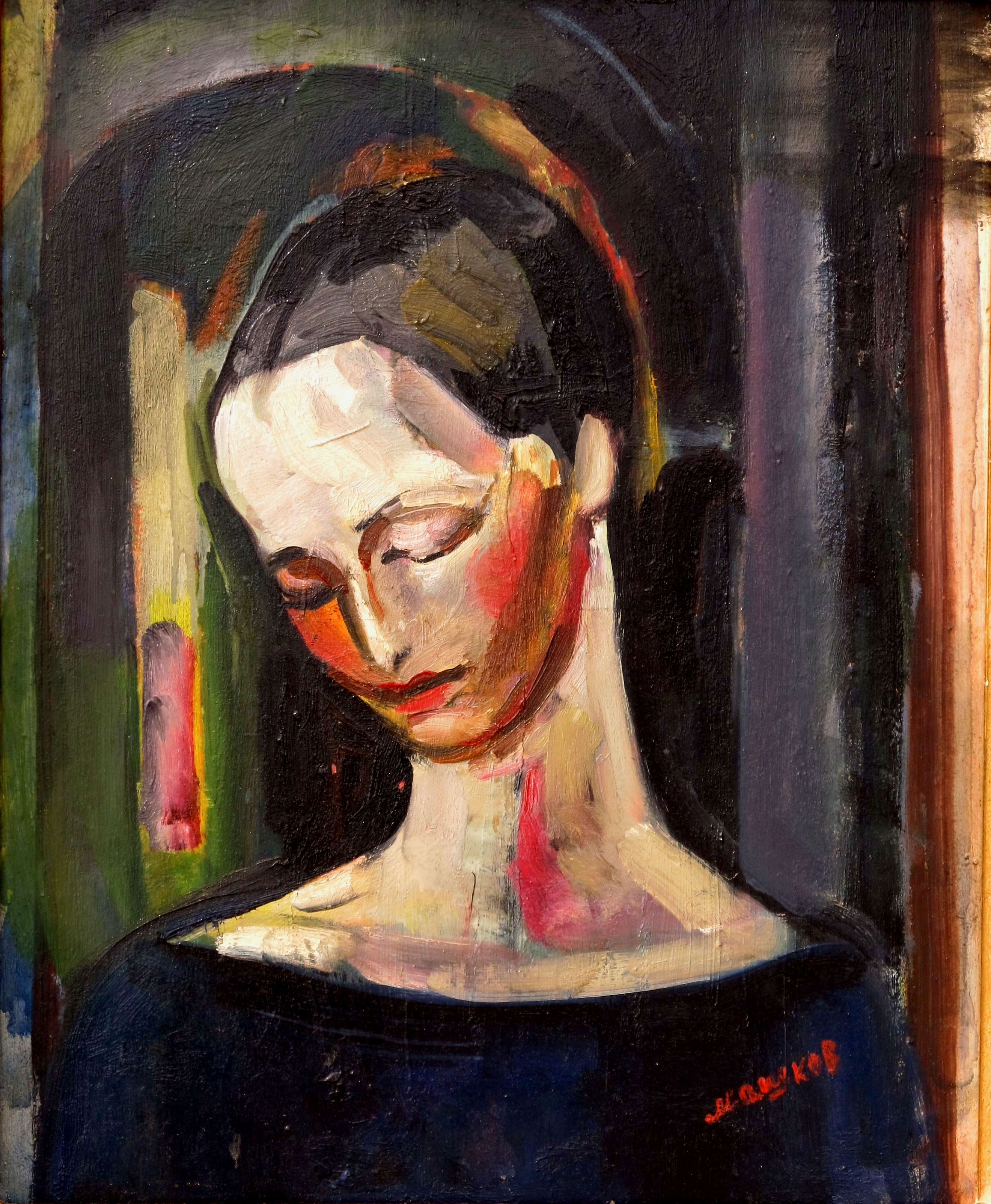
Портрет жінки
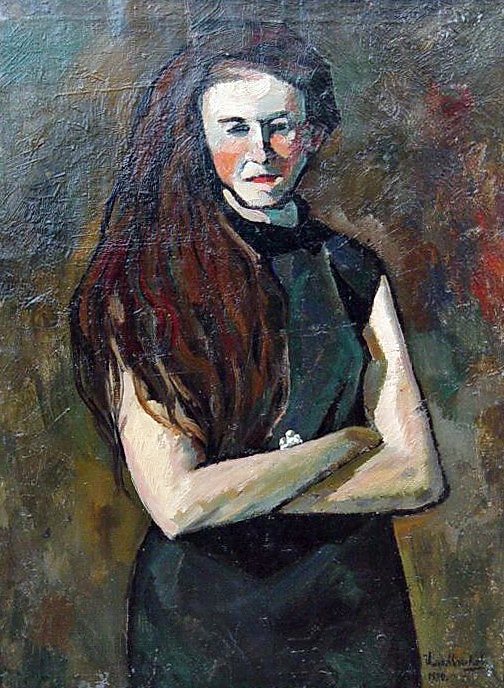
Портрет Емми Рібарік
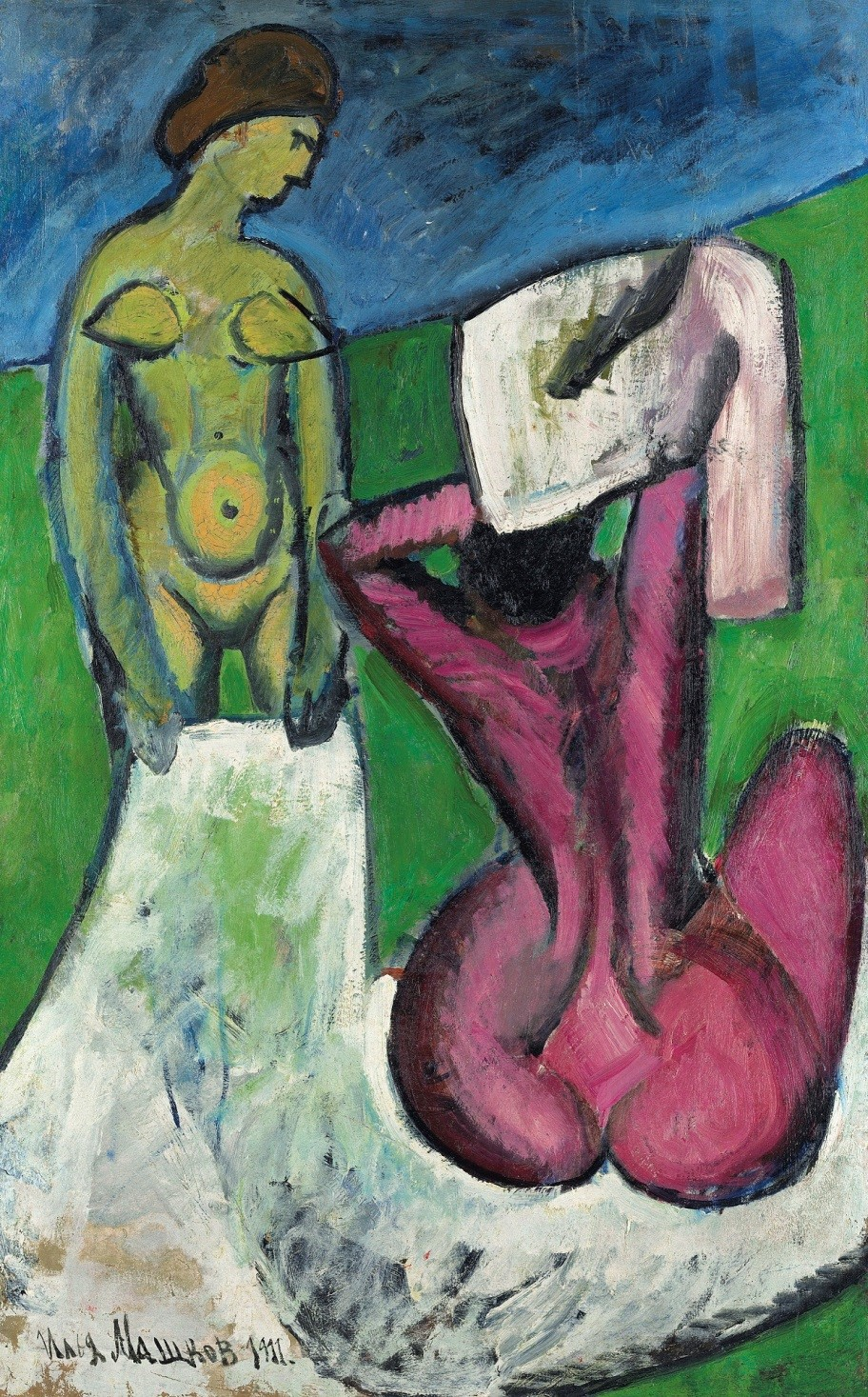
Моделі
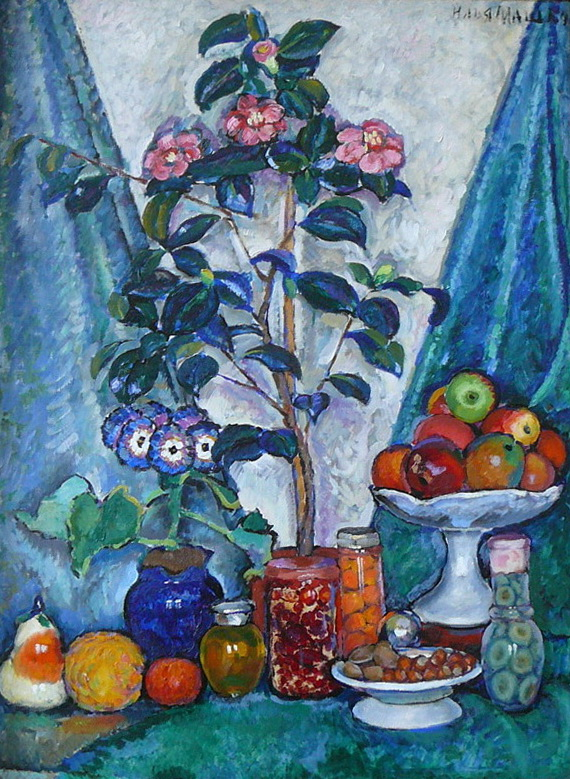
Натюрморт з камеліями
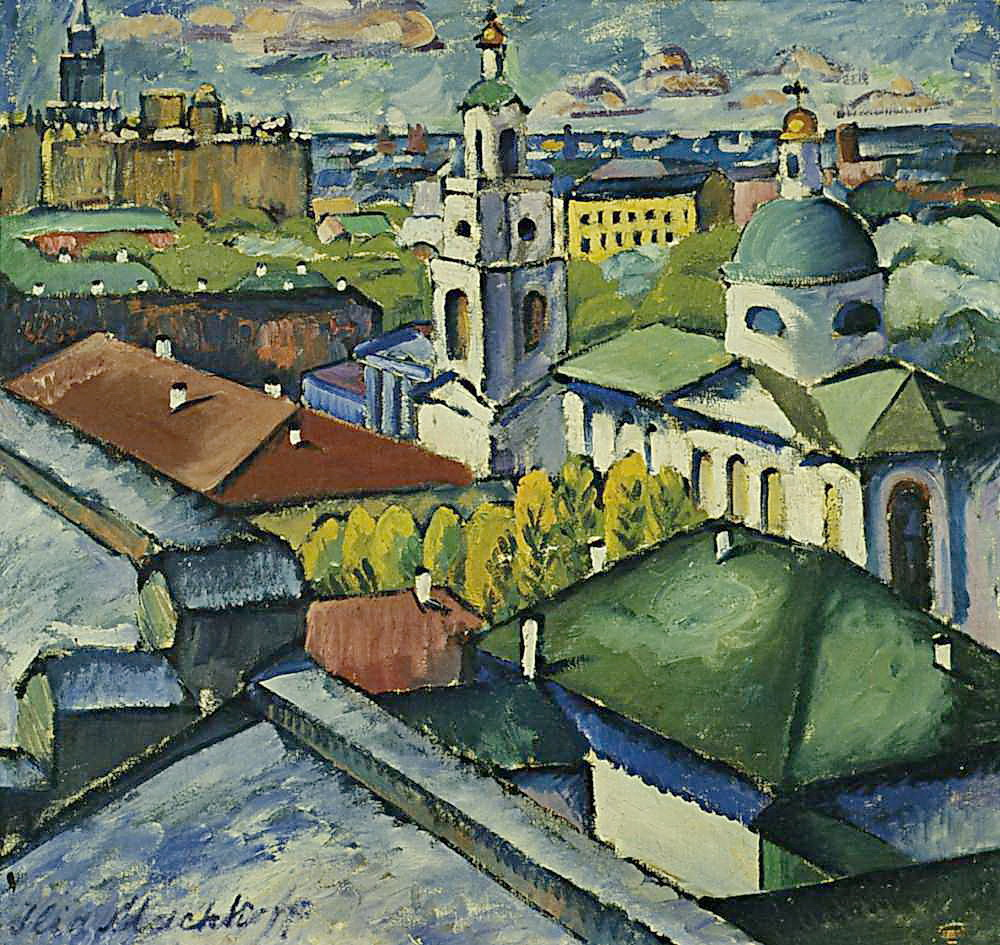
Вид м'ясницького району Москви
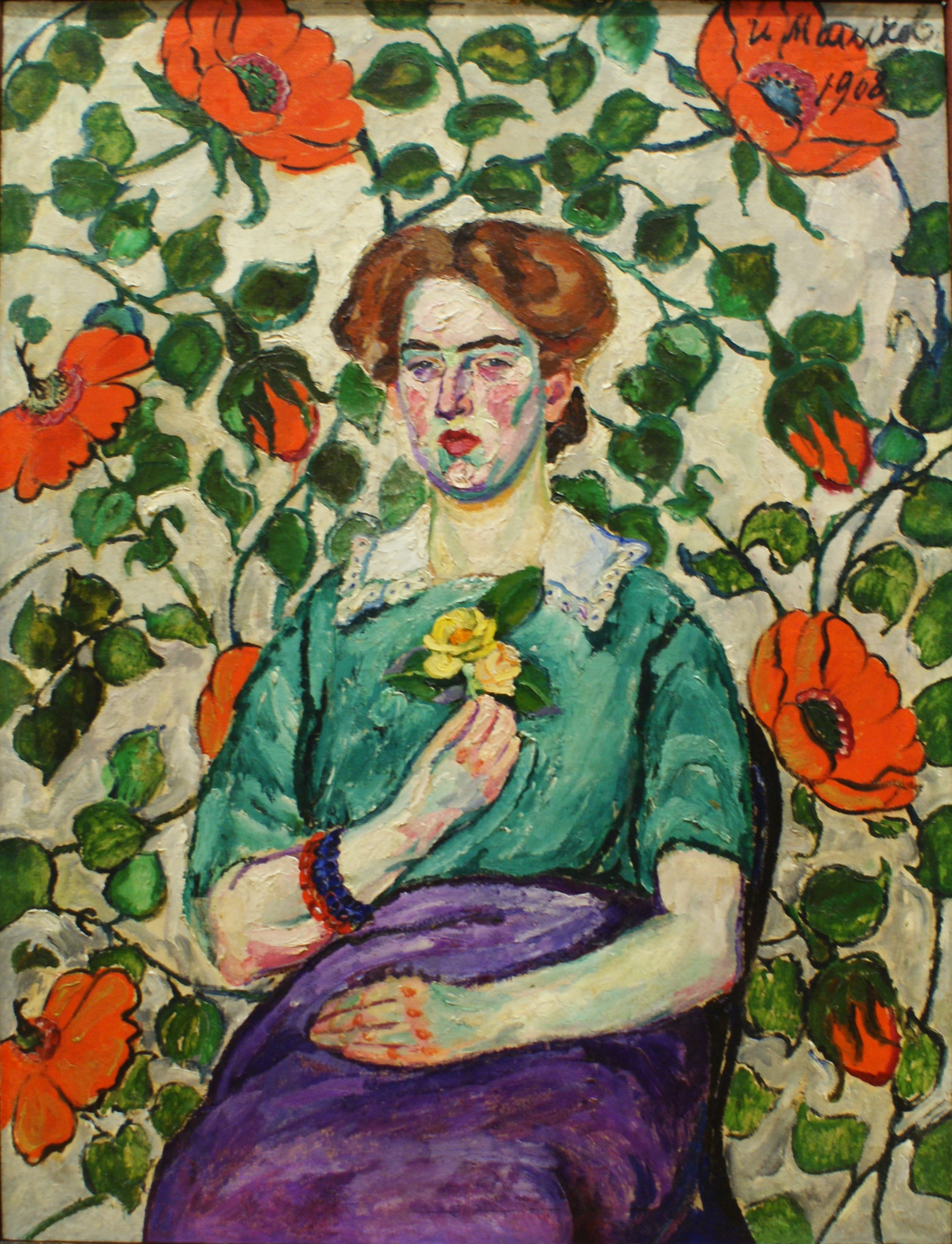
Жіночий портрет
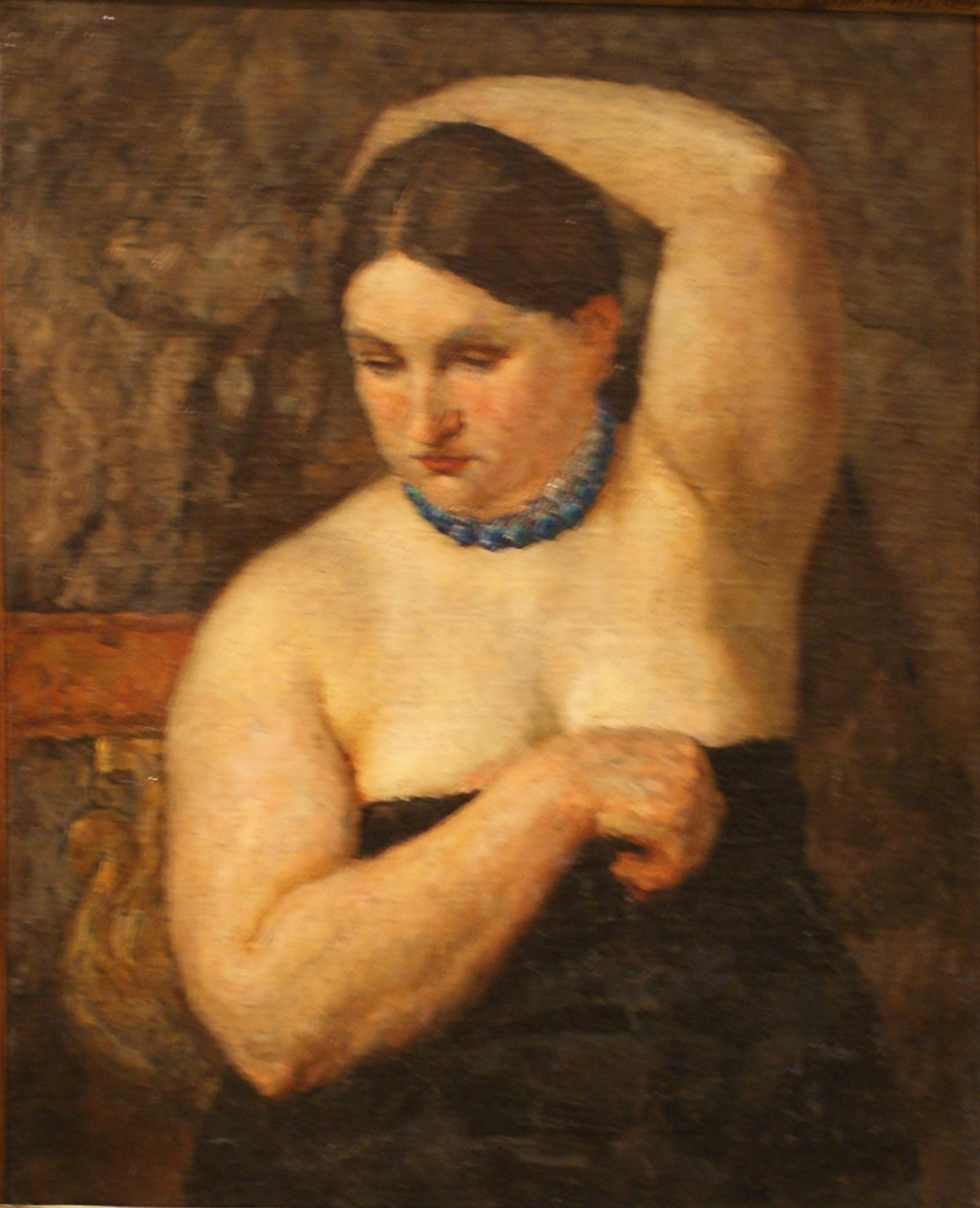
Натурщиця Фрося
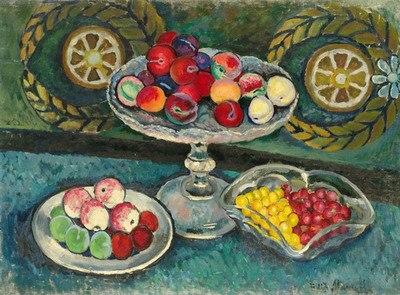
Натюрморт з вінками, яблуками та сливами
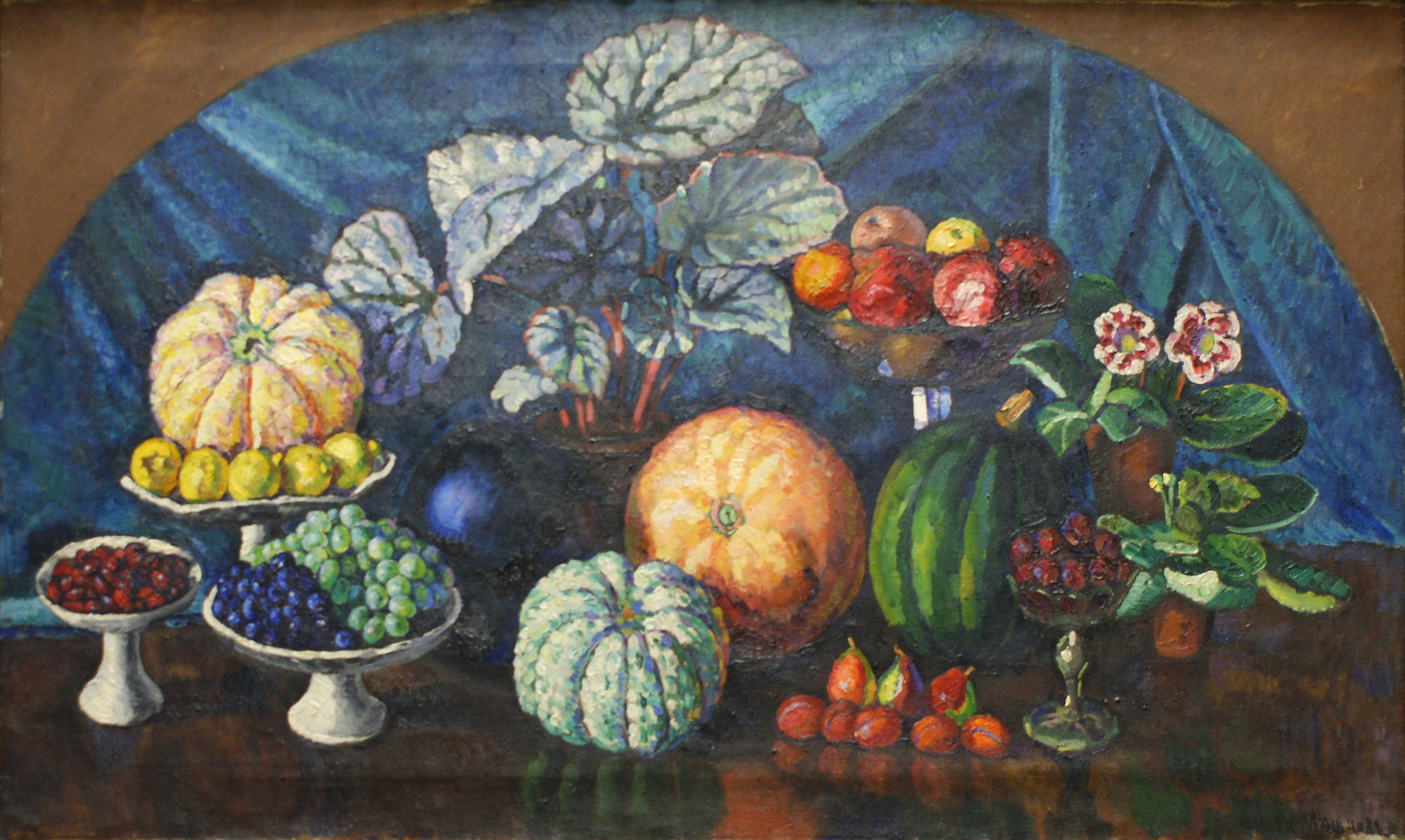
Натюрморт з динями та гарбузами